# Galatée (Q132)
Pour les articles homonymes, voir Galatée.
Ne doit pas être confondu avec la Galatée (S646), un sous-marin des années 1960.
La Galatée (Q132) était un sous-marin de la Marine nationale française de l'entre-deux-guerres, de la classe Sirène (1925). Il a été construit aux Ateliers et Chantiers de la Loire à Saint-Nazaire entre 1923 et 1927.